# Silicium-32
Silicium-32 of 32Si is een radioactieve isotoop van silicium. De isotoop komt van nature niet op Aarde voor.
Silicium-32 ontstaat onder meer bij het radioactief verval van aluminium-32 en aluminium-33.

## Radioactief verval
Silicium-32 vervalt door bètaverval tot de radio-isotoop fosfor-32:
{\displaystyle {\ce {{^{32}_{14}Si}->{^{32}_{15}P}+{e^{-}}+{\bar {\nu }}_{e}}}}
De halveringstijd bedraagt iets meer dan 132 jaar. Fosfor-32 is zelf een bèta-emitter en vervalt (met een halveringstijd van 14,26 dagen) tot de stabiele isotoop zwavel-32:
{\displaystyle {\ce {{^{32}_{15}P}->{^{32}_{16}S}+{e^{-}}+{\bar {\nu }}_{e}}}}
22Si · 23Si · 24Si · 25Si · 26Si · 27Si · 28Si · 29Si · 30Si · 31Si · 32Si · 33Si · 34Si · 35Si · 36Si · 37Si · 38Si · 39Si · 40Si · 41Si · 42Si · 43Si · 44Si · 45Si